# 1220. grenadirski polk (Wehrmacht)
1220. grenadirski polk (izvirno nemško 1220. Grenadier-Regiment; kratica 1220. GR) je bil pehotni polk Heera v času druge svetovne vojne.

## Zgodovina
Polk je bil ustanovljen 25. oktobra 1944 kot sestavni del 176. pehotne divizije; uničen je bil v Ruhrskem obroču.